# Raión de Jomutovka
El raión de Jomutovka (ruso: Хомуто́вский райо́н) es un distrito administrativo y municipal (raión) ruso perteneciente a la óblast de Kursk. Se ubica en el oeste de la óblast. Su capital es Jomutovka.
En 2021, el raión tenía una población de 8539 habitantes.
El raión es limítrofe al noroeste con la óblast de Briansk, y fronterizo al oeste con Ucrania.

## Subdivisiones
La capital es el asentamiento de tipo urbano de Jomutovka, que forma un ayuntamiento urbano con una pequeña pedanía rural. Además de estas dos localidades, hay en el raión 137 localidades rurales que se agrupan, a efectos de autogobierno local (descentralización), en ocho asentamientos rurales, que reciben el nombre tradicional de selsovet (сельсовет), y que son los siguientes:
- Glamazdino
- Dubovitsa
- Kalínovka
- Oljovka
- Petróvskoye (sede del ayuntamiento en Pody)
- Románovo
- Sálnoye
- Skovorodnevo

El actual mapa de autogobierno local data de varias fusiones de ayuntamientos que tuvieron lugar en 2010. Sin embargo, a efectos de división territorial de los órganos internos federales y de la óblast (desconcentración), se sigue dividiendo en los veintiún gobiernos locales que se habían definido en 2004, y que crearon sus ayuntamientos conforme a dicho mapa en 2006. Los doce selsovety que siguen existiendo como áreas administrativas, pero desde 2010 sin ayuntamiento, son:

- Kleven (integrado en Kalínovka)
- Amón (integrado en Kalínovka)
- Nadeika (integrado en Oljovka)
- Bolshaya Aleshnia (integrado en Oljovka)
- Nízhneye Chupajino (integrado en Oljovka)
- Strekálovo (integrado en Glamazdino)
- Maléyekva (integrado en Glamazdino)
- Stársheye (integrado en Románovo)
- Ménshikovo (integrado en Skovorodnevo)
- Pody (integrado en Petróvskoye como nueva capital municipal)
- Lugovoye (integrado en Petróvskoye)
- Prilepy (integrado en Sálnoye)